# Kellie Gerardi
Kellie Gerardi est une professionnelle américaine de l'aérospatiale, de la défense et de la technologie et une vulgarisatrice scientifique. Elle est une adepte des sciences participatives et mène des recherches sur la bioastronautique et l'évaluation de combinaisons spatiales en microgravité avec l'Institut international des sciences astronautiques (IISA). Elle est directrice de The Explorers Club et siège au Conseil de défense du Truman National Security Project. Elle est l'auteur de Not Necessarily Rocket Science: A Beginner's Guide To Life in the Space Age et de la série de livres d'images pour enfants Luna Muna. Le travail de Gerardi pour promouvoir l'exploration spatiale et encourager les femmes en STIM a attiré plus d’un million d'abonnés sur TikTok et Instagram.

## Carrière professionnelle
Gerardi a dirigé une étude industrielle pour la DARPA, explorant les composantes budgétaires, techniques et programmatiques du programme XS-1. Elle a ensuite dirigé le développement commercial de Masten Space Systems, un entrepreneur principal du programme. 
Gerardi a rejoint Palantir Technologies en 2015. Elle a été chef de projet technique pour le portefeuille « Philanthropie » de Palantir, y compris des déploiements avec des organisations dont les missions incluent la lutte contre le trafic illicite de biens et d'argent par les réseaux criminels transnationaux ; aider les forces de l'ordre locales à résoudre rapidement les cas d'enlèvement et d'exploitation d'enfants ; et aider à la planification de mission en temps réel pour les premiers intervenants lors de catastrophes naturelles. En 2017, elle a été déployée à Houston, TX dans le cadre de la réponse de l’ONG Team Rubicon à l'ouragan Harvey, nom de code « Operation Hard Hustle », dans laquelle le produit Gotham de Palantir a aidé Team Rubicon à effectuer des sauvetages de bateaux en direct. Elle occupe un poste de direction dans des opérations de mission au niveau mondial. 
Gerardi dirige des projets spéciaux pour la Commercial Spaceflight Federation et siège au Conseil de défense pour le Truman National Security Project. 
Gerardi est également directeur de The Explorers Club et siège au comité de l'espace. En 2014, elle est devenue la plus jeune membre à coprésider le dîner annuel du club des explorateurs (ECAD). Gerardi a coprésidé les 110e et 111e dîners annuels du Club des explorateurs, au cours desquels le Club a honoré les entrepreneurs spatiaux Elon Musk et Jeff Bezos, ainsi que des sommités scientifiques Stephen Hawking et Neil deGrasse Tyson. En 2020, elle a rejoint le conseil d'administration de The Explorers Club. 

### Recherche en microgravité

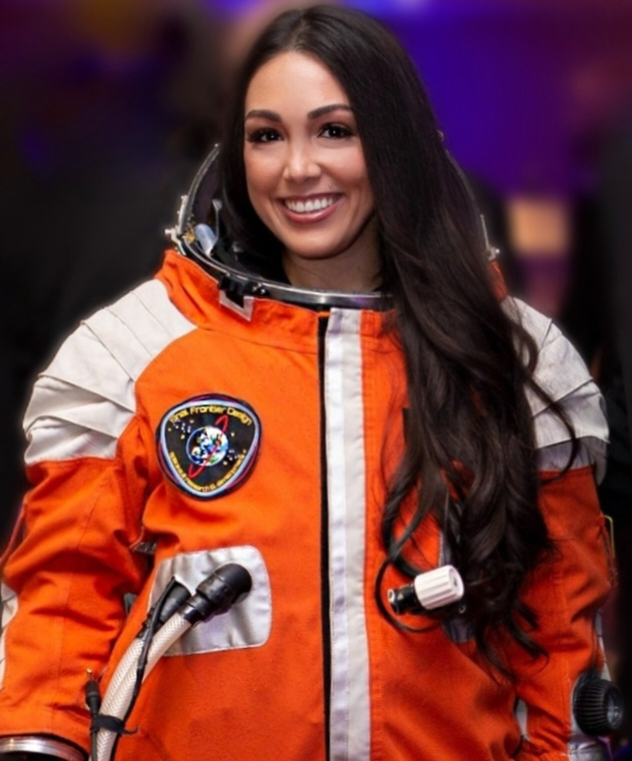
Gerardi portant le scaphandre IVA de Final Frontier Design

En 2017, Gerardi a rejoint l'Institut international des sciences astronautiques (IISA), un institut de science citoyenne spécialisé dans l'aéronomie, la bioastronautique, les sciences opérationnelles et l'enseignement des sciences. Gerardi a reçu une formation sur la bioastronautique, les opérations de combinaison spatiale, la gestion des ressources de l'équipage et a suivi un programme de formation intensif comprenant une formation à haute vitesse, une formation à haute altitude, une formation à une combinaison spatiale pressurisée, une analyse biométrique et des opérations d'instrumentation.
Gerardi a effectué une série de vols de recherche en microgravité en partenariat avec le Conseil national de recherches Canada et l'Agence spatiale canadienne à Ottawa. En 2018, Gerardi était un Sujet de test adapté, volant entièrement sous pression dans une combinaison spatiale IVA de Final Frontier Design tout en menant un certain nombre d'expériences en microgravité liées à la configuration des fluides, à la rotation du corps solide et à la biométrie. Notamment, Gerardi a testé le vêtement intelligent « Bio-Monitor » de l'Agence spatiale canadienne, une expérience qui a été lancée vers la Station spatiale internationale en décembre 2018 avec l'astronaute canadien David Saint-Jacques.

### Recherche sur Mars
En février 2015, Gerardi a rejoint une équipe de recherche internationale pour la 149e rotation d'équipage à la Mars Desert Research Station, un prototype de laboratoire utilisé par diverses agences spatiales nationales pour mener des recherches analogiques sur le terrain martien et simuler des vols spatiaux de longue durée. Les sept chercheurs de l'équipage 149 ont passé deux semaines en isolement et ont réalisé diverses expériences scientifiques, notamment une étude sur la croissance forcée des plantes et une enquête sur les extrêmophiles et les cyanobactéries dans les colonies de lichens voisines. L'équipe de Gerardi a prouvé la germination des racines et la croissance des graines de sorgho et des rhizomes de houblon dans le simulant de régolithe martien, devenant la première équipe de chercheurs à démontrer la capacité de produire de la bière sur Mars. Crew 149 a également accueilli la star de la comédie anglaise Karl Pilkington en tant que membre honoraire de l'équipe, apparaissant dans la saison 2, épisode 6 de The Moaning of Life. 
En 2013, Gerardi faisait partie des 1 058 candidats sélectionnés comme membres d'équipage potentiels de Mars One, une entreprise privée proposant d'établir une colonie humaine sur Mars. En 2015, Gerardi faisait partie des 100 finalistes nommés mais s'est distanciée de l'organisation.

## Vol spatial
En 2021 il est annoncé qu'elle volera, probablement en 2022 pour réaliser des expériences en microgravité à bord du SpaceShipTwo de Virgin Galactic,.
Avec Stephen Colbert, Chris Hadfield et Veronica McGowan, elle est co-présentatrice de la retransmission par Virgin Galactic de Virgin Galactic Unity 22.
Elle vole à bord de Galactic 05 le 2 novembre 2023.

## Médias et sensibilisation
En 2015, Gerardi a été nommée « Nouveau talent » par le Women's Forum for the Economy and Society, une initiative internationale visant à distinguer les jeunes femmes talentueuses en passe de devenir des personnalités influentes dans les économies et les sociétés mondiales.
Après la publication de son premier livre en 2020, Gerardi a organisé une visite virtuelle du livre avec des musées et des institutions scientifiques à travers les États-Unis, y compris le Musée de la science, le Exploratorium, le COSI de Columbus, Ohio, et le Museum of Flight,. En 2021, Gerardi s'est associée à la NASA pour être la présentatrice du premier épisode entièrement féminin de NASA Science Live pendant le Mois de l'histoire des femmes.

## Vie personnelle
Le mariage de Gerardi en 2015 avec Steven Baumruk a été célébré par l'astronaute américain et ancien commandant de la Station spatiale internationale Michael López-Alegría lors d'une cérémonie sur le thème de l'espace à Woodstock, dans le Vermont. La réception comprenait un toast enregistré par l'astronaute de la NASA Scott Kelly à bord de la Station spatiale internationale.
Gerardi et Baumruk vivent à Jupiter, en Floride, avec leur fille Delta V. Baumruk, dont le prénom fait référence au delta-v dans la dynamique des vols spatiaux.